# Kaiserbacher Mühle
Die Kaiserbacher Mühle – alternativ Kaisersmühle, Keysermühle oder Talmühle genannt – ist eine ehemalige Mühle und heutiger Wohnplatz in der Gemeinde Klingenmünster in Rheinland-Pfalz.

## Lage
Die Kaiserbacher Mühle befindet sich am Ostrand des Pfälzerwaldes, wo dieser in den Haardtrand übergeht. Sie liegt im äußersten Norden der Gemarkung der Ortsgemeinde Klingenmünster, unmittelbar am südlich verlaufenden namensgebenden Kaiserbach.
Weiter nördlich steht ein denkmalgeschützter Gedenkstein, weiter südlich befindet sich das Pfalzklinikum für Psychiatrie und Neurologie.

## Geschichte
Die ursprüngliche Mühle wurde 1798 um ein Gutshaus erweitert. Bis Mitte des 19. Jahrhunderts wurde sie als Mühle betrieben, danach versteigert und war in der Folge lediglich ein Gutshof. Letzterer wurde Ende des 19. Jahrhunderts von der nahen damaligen Kreis-Irrenanstalt erworben; fortan arbeitete dort ein Teil der Insassen in der Land- und Forstwirtschaft. 
Später wurden die Räumlichkeiten gastronomisch genutzt, ehe sie 1996 verkauft und zwei Jahre später von dem Wohnprojekt Gemeinschaft Kaiserbacher Mühle erworben wurden.
Ursprünglich lag die Mühle auf der Gemarkung der Ortsgemeinde Waldhambach, ehe sie im Zuge einer Flurbereinigung dem benachbarten Klingenmünster zugeschlagen wurde.

## Verkehr
Unmittelbar nördlich an der Mühle vorbei verläuft die Bundesstraße 48.